# Ieruncă

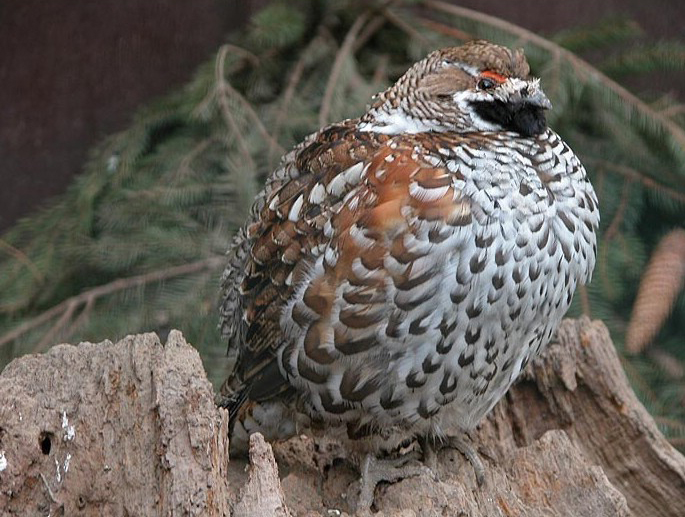
Ieruncă

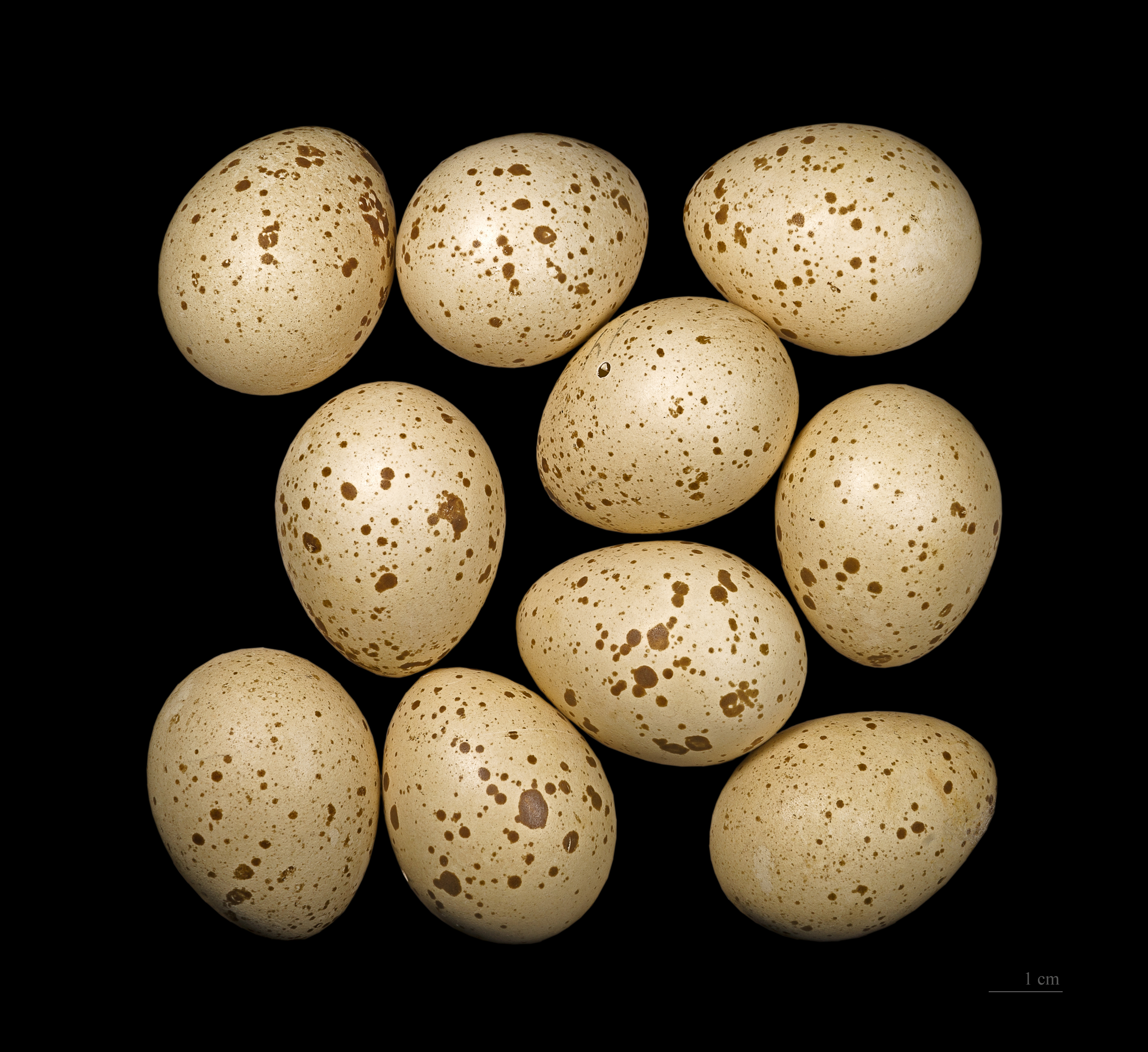
Ouă de Tetrastes bonasia

Ierunca (Tetrastes bonasia) este o pasăre ce aparține familiei Tetraonidae. Trăiește în pădure, fiind foarte sperioasă. Ierunca are mărimea unei potârnichi (35–36 cm). Are o coadă lungă, penajul fiind cenușiu-roșcat pătat sau dungat cu alb-negru. Ierunca este răspândită în regiunile de pădure din Eurasia, în Europa Centrală fiind foarte rar întâlnită. Este o pasăre monogamă, împerecherile au loc primăvara, dar perechile pot rămâne împreună și iarna. Pasărea se hrănește cu insecte și fructe de pădure. Puii eclozează la circa 25 de zile și rămân toată vară cu femela, care le asigură locuri bune de hrană.